# Yves Allegro
Pour les articles homonymes, voir Allegro.
Yves Allegro, né le 24 août 1978 à Grône, est un joueur de tennis suisse, professionnel de 1997 à 2011.

## Biographie
Spécialiste du double, il compte trois titres dans la spécialité sur le circuit ATP dont l'Open d'Autriche, remporté en 2003 avec son grand ami Roger Federer. Son meilleur classement est une 32e place atteinte le 4 octobre 2004. Il détient en outre 14 titres sur le circuit secondaire Challenger. Avec Federer, il a représenté la Suisse lors des Jeux olympiques d'Athènes en 2004 et ont atteint les quarts de finale des Masters 1000 de Monte-Carlo en 2006 et de Rome en 2010.
Son meilleur résultat en simple est un quart de finale lors du tournoi de Bois-le-Duc en 2002.
Il compte 14 sélections en équipe de Suisse de Coupe Davis dont le quart de finale contre la France en 2004. Son bilan en double est de cinq victoires pour huit défaites.
Après sa retraite en 2011, il a occupé un poste d'entraîneur principal chez Swiss Tennis.

## Affaire judiciaire
Accusé d'avoir agressé sexuellement une consœur autrichienne lors d’une conférence de Tennis Europe à Tallinn en 2014 après une soirée alcoolisée, il est condamné en première instance le 10 décembre 2019 par le tribunal d’arrondissement de Sierre à une peine de prison de deux ans avec sursis pour contrainte sexuelle. Le 12 mai 2022, le Tribunal cantonal du canton du Valais le condamne en appel à 20 mois de prison avec sursis, peine confirmée le 31 mai 2023 par le Tribunal fédéral,.

## Directeur de tournoi
Il est le directeur du tournoi ITF masculin de Sion.
Rinky Hijikata a gagné l'édition 2021. Remy Bertola (Suisse) a gagné les éditions 2022 et 2023. Le tournoi 2024 a lieu en août 2024.

## Palmarès

### Titres en double messieurs
| No | Date       | Nom et lieu du tournoi          | Catégorie   | Dotation  | Surface      | Partenaire       | Finalistes                    | Score          |          |
| -- | ---------- | ------------------------------- | ----------- | --------- | ------------ | ---------------- | ----------------------------- | -------------- | -------- |
| 1  | 06-10-2003 | CA Tennis Trophy Vienne         | Series Gold | 665 000 $ | Dur (int.)   | Roger Federer    | Mahesh Bhupathi Max Mirnyi    | 7-67, 7-5      | Parcours |
| 2  | 10-01-2005 | Heineken Open Auckland          | Int' Series | 401 000 $ | Dur (ext.)   | Michael Kohlmann | Simon Aspelin Todd Perry      | 6-4, 7-64      | Parcours |
| 3  | 06-06-2005 | Gerry Weber Open Halle (Westf.) | Int' Series | 775 000 $ | Gazon (ext.) | Roger Federer    | Joachim Johansson Marat Safin | 7-5, 66-7, 6-3 | Parcours |

### Finales en double messieurs
| No | Date       | Nom et lieu du tournoi                     | Catégorie   | Dotation  | Surface      | Vainqueurs                      | Partenaire       | Score              |          |
| -- | ---------- | ------------------------------------------ | ----------- | --------- | ------------ | ------------------------------- | ---------------- | ------------------ | -------- |
| 1  | 15-05-2004 | Grand-Prix Hassan II Casablanca            | Int' Series | 355 000 $ | Terre (ext.) | Enzo Artoni Fernando Vicente    | Michael Kohlmann | 3-6, 6-0, 6-4      | Parcours |
| 2  | 23-08-2004 | TD Waterhouse Cup Long Island              | Int' Series | 355 000 $ | Dur (ext.)   | Antony Dupuis Michaël Llodra    | Michael Kohlmann | 6-2, 6-4           | Parcours |
| 3  | 27-09-2004 | Thailand Open Bangkok                      | Int' Series | 525 000 $ | Dur (int.)   | Justin Gimelstob Graydon Oliver | Roger Federer    | 5-7, 6-4, 6-4      | Parcours |
| 4  | 07-02-2005 | SAP Open San José                          | Int' Series | 355 000 $ | Dur (int.)   | Wayne Arthurs Paul Hanley       | Michael Kohlmann | 7-64, 6-4          | Parcours |
| 5  | 17-07-2006 | MercedesCup Stuttgart                      | Series Gold | 665 000 $ | Terre (ext.) | Gastón Gaudio Max Mirnyi        | Robert Lindstedt | 7-5, 64-7, [12-10] | Parcours |
| 6  | 09-04-2007 | Open de Tenis Comunidad Valenciana Valence | Int' Series | 391 000 $ | Terre (ext.) | Wesley Moodie Todd Perry        | Sebastián Prieto | 7-5, 7-5           | Parcours |
| 7  | 11-02-2008 | Open 13 Marseille                          | Int' Series | 513 000 € | Dur (int.)   | Martin Damm Pavel Vízner        | Jeff Coetzee     | 7-60, 7-5          | Parcours |

## Parcours dans les tournois duGrand Chelem

### En double
| Année | Open d'Australie             | Open d'Australie       | Internationaux de France       | Internationaux de France | Wimbledon                   | Wimbledon             | US Open                     | US Open                |
| ----- | ---------------------------- | ---------------------- | ------------------------------ | ------------------------ | --------------------------- | --------------------- | --------------------------- | ---------------------- |
| 2002  | —                            | —                      | 1er tour (1/32) L. Zovko       | S. Huss M. Wakefield     | —                           | —                     | —                           | —                      |
| 2003  | 1/8 de finale R. Federer     | M. Llodra F. Santoro   | 1er tour (1/32) T. Dent        | A. Olhovskiy S. Sargsian | —                           | —                     | 2e tour (1/16) R. Schüttler | J. Björkman Woodbridge |
| 2004  | 1er tour (1/32) R. Federer   | André Sá F. Saretta    | 1/8 de finale M. Kohlmann      | M. Knowles D. Nestor     | 1er tour (1/32) M. Kohlmann | J. Knowle N. Zimonjić | 2e tour (1/16) M. Kohlmann  | L. Paes D. Rikl        |
| 2005  | 1er tour (1/32) M. Kohlmann  | X. Malisse O. Rochus   | 2e tour (1/16) M. Kohlmann     | F. González N. Massú     | 1er tour (1/32) M. Kohlmann | I. Karlović R. Wassen | 2e tour (1/16) D. Bracciali | Cyril Suk P. Vízner    |
| 2006  | 2e tour (1/16) K. Vliegen    | J. Björkman M. Mirnyi  | 1/8 de finale S. Wawrinka      | M. Bhupathi X. Malisse   | 2e tour (1/16) K. Vliegen   | M. Knowles D. Nestor  | 2e tour (1/16) D. Bracciali | C. Haggard B. Reynolds |
| 2007  | 1er tour (1/32) R. Lindstedt | E. Butorac T. Parrott  | 2e tour (1/16) J. Thomas       | O. Rochus K. Vliegen     | 1er tour (1/32) J. Thomas   | C. Kas A. Peya        | 2e tour (1/16) K. Vliegen   | M. Knowles D. Nestor   |
| 2008  | 2e tour (1/16) K. Vliegen    | M. Bhupathi M. Knowles | 1er tour (1/32) K. Vliegen     | M. Daniel J. Thomas      | 1er tour (1/32) S. Prieto   | E. Butorac A. Fisher  | 2e tour (1/16) H. Tecău     | M. Knowles M. Bhupathi |
| 2009  | 1er tour (1/32) F. Santoro   | L. Dlouhý L. Paes      | 1er tour (1/32) M. Chiudinelli | F. Fognini Gabachvili    | 1er tour (1/32) F. Santoro  | B. Soares K. Ullyett  | —                           | —                      |
| 2010  | —                            | —                      | 2e tour (1/16) A. Beck         | L. Dlouhý L. Paes        | —                           | —                     | —                           | —                      |